# 金商节度使
金商节度使，756年，设立京畿节度使，治京兆府，下辖京兆府、同州、岐州、金州、商州，十二月，设立兴平节度使，下辖商州、金州、均州、房州，治商州。760年岐州设凤翔节度使。761年，废除兴平节度使，设立武关内外四州防御观察使。762年，京畿节度使再领金州、商州，不久废除。764年，御史中丞领京畿观察使。765年，御史大夫领京畿观察使。783年十月，称京畿渭南节度观察使，领金州、商州，兼渭北的鄜州、坊州、丹州、延州、绥州。不久罢除鄜州、坊州、丹州、延州、绥州、金州，称京畿商州节度使。784年废除京畿节度使，五月，设商州节度使。不久改为金商防御使，治金州。885年，改为金商节度使，兼万胜军使。891年十二月，改为昭信防御使。898年正月，改为昭信防御使，901年十二月，改为戎昭节度使，905年十月，增加均州、房州，十二月改为武定节度使，治均州。九月，王建设立金州观察使，下辖金州、渠州、巴州、阆州。906年五月，并入山南东道节度使。前蜀时设立雄武軍節度使。

## 歷任
京畿
- 崔宁（？—779年）
- 李昌夔（783年—？）

京畿金商
- 浑瑊（783年—？）
- 李晟（784年—？）

商州
- 尚可孤（784年—？）

金商
- 杨守亮（886年—887年）
- 杨守宗（887年）
- 卢某（光启年间）
- 冯行袭（891年—905年）
- 全师朗（905年）
- 冯行袭（905年—906年）

金州
- 王宗朗（905年—920年）